# Асафа Пауелл
Асафа Пауелл (англ. Asafa Powell; нар. 23 листопада 1982, Спеніш-Таун, Ямайка) — ямайський спринтер. Чемпіон світу, олімпійський чемпіон в естафетах 4×100 м у складі збірної Ямайки.

## Біографія
Асафа народився 23 листопада 1982 року в ямайському місті Спеніш-Таун. Він є наймолодшим з шести братів. Його найстарший брат Донован, був фіналістом чемпіонату світу з легкої атлетики у закритих приміщеннях на дистанції 60 м.
Асафа є глибоковіруючою людиною.
У 2002 році в сім'ї Пауелл сталася трагедія. В нью-йоркському таксі був застрелений один з братів Асафи — Майкл.
У 2003 році Пауелл втратив іншого брата. Під час матчу з американського футболу серцевий напад стався у Вона Пауелла.
В квітні 2007 року загинув дядько Пауелла, Корі Рід.

## Кар'єра

### Чемпіонати світу
Асафа брав участь у трьох чемпіонатах світу з легкої атлетики. І хоча він був фаворитом ледь не кожного з них, вибороти чемпіонство він не міг до 2009 року.
В 2003 році на чемпіонаті світу, що проходив в Парижі Асафа показав найкращий час в першому колі попередніх забігів, але в другому раунді був дискваліфікований за фальстарт. Також він брав участь в естафеті 4×100 м, допомігши своїй команді кваліфікуватися в фінал з другим часом. Але у фіналі, в якому він мав бігти на останньому етапі, ямайці втратили естафетну паличку і були дискваліфіковані.
14 червня 2005 року в Афінах, на Олімпійському стадіоні, Пауелл встановив новий світовий рекорд 9,77. Тож, як новий рекордсмен світу Асафа автоматично ставав фаворитом світової першості, що мала відбутися в серпні в Гельсінкі. Однак через травму, отриману згодом, Асафа не зміг узяти участь у чемпіонаті.
На чемпіонаті світу 2007 року в Осаці Пауелл нарешті здобув свої перші нагороди на світових чемпіонатах. На дистанції 100 м він показав третій час у фіналі. А в естафеті 4×100 м допоміг ямайцям кваліфікуватися до фіналу. У фіналі ж, прийнявши естафету на останньому етапі п'ятим, Асафа зумів випередити декількох конкурентів і вибороти срібні нагороди, а також з партнерами по збірній встановив новий національний рекорд Ямайки в цій дисципліні. По закінченні провального для себе чемпіонату Пауелл реабілітувався встановленням нового світового рекорду 9,74. Цей результат був продемонстрований 9 вересня в італійському Рієті.
На світовій першості 2009 року в Берліні Асафа здобув довгоочікуване золото. На своїй коронній дистанції він знову виборов лише третє місце, але в естафеті 4×100 м у складі збірної Ямайки, Пауелл став чемпіоном світу, до того ж разом з товаришами по команді встановивши новий рекорд змагань.

### Олімпійські ігри
На Олімпіаді 2004 року в Афінах, Пауелл мав намір узяти участь одразу у трьох дисциплінах. На дистанції 100 м він вийшов до фіналу з найкращим часом, але у фінальному раунді був лише п'ятим. Асафа пробився до фіналу і на дистанції 200 м, але на старт не вийшов. Пауеллу не довелося узяти участь в естафеті 4×100 м. У попередньому забігу, в якому Асафа не біг, ямайці не змогли пробитися до фіналу.
Набагато краще склалася для Пауелла Олімпіада в Пекіні. На стометрівці він знову був тільки п'ятим. Проте в змаганнях естафетних команд ямайці зуміли кваліфікуватися у фінал. У фіналі ж за команду біг Усейн Болт, а на останньому етапі Пауелл. З таким зірковим складом ямайці не тільки легко перемогли, а й побили старий світовий рекорд, що тримався понад 15 років.

### Особисті рекорди
| Дисципліна | Дата            | Місто              | Час (сек.) |
| ---------- | --------------- | ------------------ | ---------- |
| 100 м      | 2 вересня, 2008 | Лозанна, Швейцарія | 9.72       |
| 200 м      | 25 червня, 2006 | Кінгстон, Ямайка   | 19.90      |
| 400 м      | 28 лютого, 2009 | Сідней, Австралія  | 45.94      |

- Хронологія світових рекордів з легкої атлетики – 100 метрів (чоловіки)